# 우드랜즈노스역

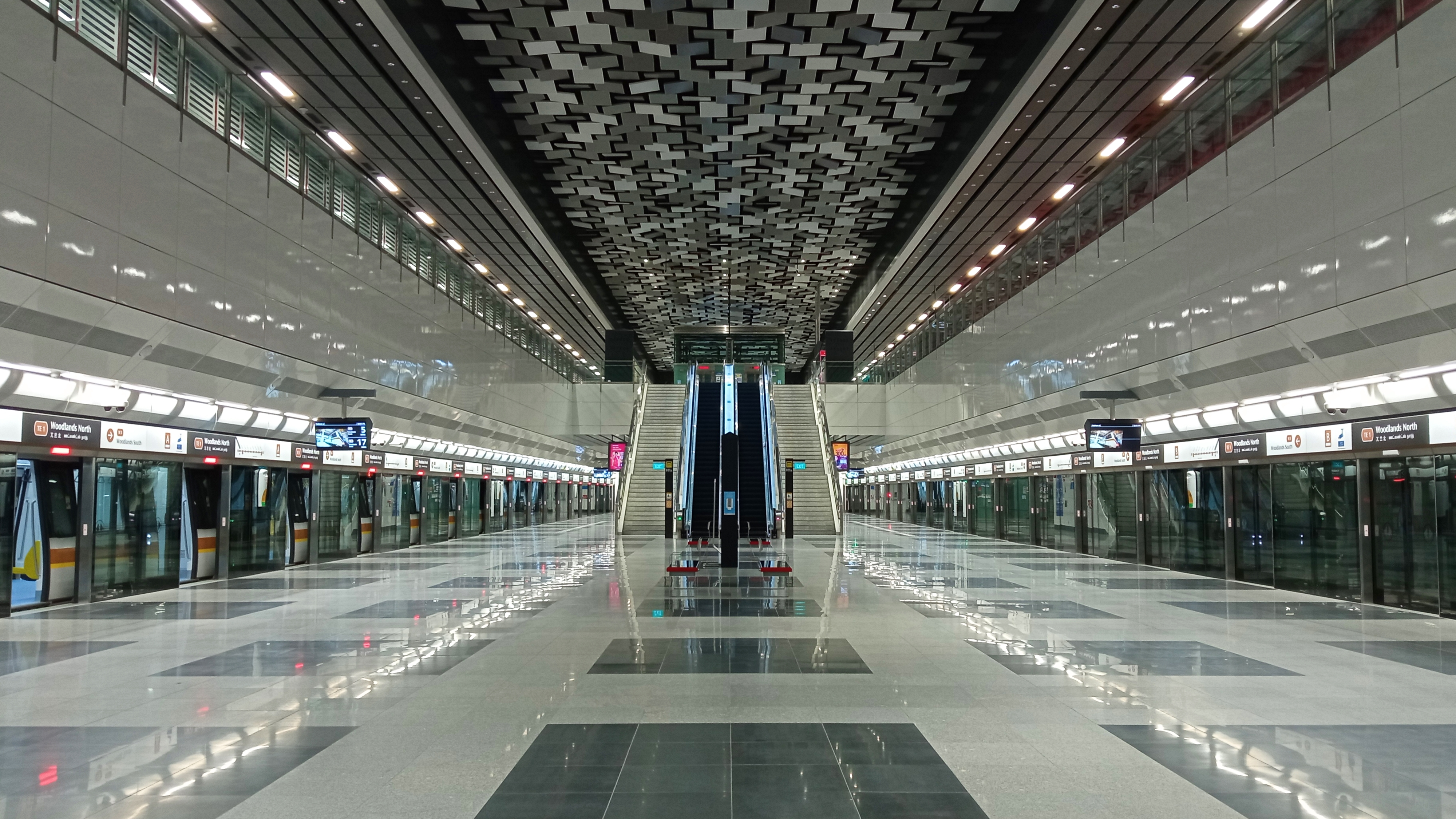

우드랜즈노스역(Woodlands North MRT station)은 싱가포르 우드랜즈에 위치한 MRT(Mass Rapid Transit) 지하철 역이다. 이 역은 톰슨-이스트 코스트 라인(TEL)의 북쪽 종착역이다. 애드미럴티 로드 웨스트에서 벗어난 우드랜즈노스 코스트로드(Woodlands North Coast Road)의 우드랜즈노스 중심에 위치하고 있으며 리퍼블릭 폴리테크닉(Republic Polytechnic, RP)과 인접해 있다. 이 역은 에이럽 그룹이 설계하고 JTC가 건설한 극북 지역의 복합 용도 비즈니스 및 라이프스타일 구역인 우드랜즈노스 코스트(Woodlands North Coast) 프로젝트를 지원하도록 구상되었다.
이 역은 1단계의 일부로 2020년 1월 31일에 개통된 최초의 3개 TEL 역 중 하나였다. 건설 중에 역을 조호르바루-싱가포르 RTS와 연결할 계획이 세워졌으며 이는 2012년에 확정되었다. 2021년 착공해 2026년 완공되면 싱가포르 RTS 종착역이 될 예정이다.